# Smethport
Smethport és una població dels Estats Units a l'estat de Pennsilvània. Segons el cens del 2000 tenia 1.684 habitants.

## Demografia
Segons el cens del 2000, Smethport tenia 1.684 habitants, 686 habitatges, i 456 famílies. La densitat de població era de 389,3 habitants/km².
Dels 686 habitatges en un 33,1% hi vivien nens de menys de 18 anys, en un 52,8% hi vivien parelles casades, en un 10,6% dones solteres, i en un 33,4% no eren unitats familiars. En el 29,9% dels habitatges hi vivien persones soles el 15,3% de les quals corresponia a persones de 65 anys o més que vivien soles. El nombre mitjà de persones vivint en cada habitatge era de 2,38 i el nombre mitjà de persones que vivien en cada família era de 2,94.
Per edats la població es repartia de la següent manera: un 26% tenia menys de 18 anys, un 6,7% entre 18 i 24, un 25,8% entre 25 i 44, un 22,7% de 45 a 60 i un 18,9% 65 anys o més.
L'edat mediana era de 40 anys. Per cada 100 dones de 18 o més anys hi havia 80,2 homes.
La renda mediana per habitatge era de 34.934$ i la renda mediana per família de 42.153$. Els homes tenien una renda mediana de 30.962$ mentre que les dones 22.159$. La renda per capita de la població era de 17.297$. Entorn del 7,6% de les famílies i el 8% de la població estaven per davall del llindar de pobresa.

## Poblacions més properes
El següent diagrama mostra les poblacions més properes.